# Erycina (djur)
Erycina är ett släkte av musslor. Erycina ingår i familjen Lasaeidae.
Kladogram enligt Catalogue of Life och Dyntaxa:
| Erycina | \| \| Erycina balliana \| \| \| \| \| \| Erycina coronata \| \| \| \| \| \| Erycina emmonsi \| \| \| \| \| \| Erycina linella \| \| \| \| \| \| Erycina periscopiana \| \| \| \| |
|         | \| \| Erycina balliana \| \| \| \| \| \| Erycina coronata \| \| \| \| \| \| Erycina emmonsi \| \| \| \| \| \| Erycina linella \| \| \| \| \| \| Erycina periscopiana \| \| \| \| |
|         | Erycina balliana |
|         | |
|         | Erycina coronata |
|         | |
|         | Erycina emmonsi |
|         | |
|         | Erycina linella |
|         | |
|         | Erycina periscopiana |
|         | |